# Ocotea deflexa
Ocotea deflexa är en lagerväxtart som beskrevs av J.G. Rohwer. Ocotea deflexa ingår i släktet Ocotea och familjen lagerväxter. Inga underarter finns listade i Catalogue of Life.